# Chōjū Sentai Liveman
Chōjū Sentai Liveman (超獣戦隊ライブマン Chōjū Sentai Raibuman?) (traducido como Escuadrón de las Súper Bestias Liveman) es el título de la 12.ª temporada de la franquicia Super Sentai Series, producida por Toei Company y emitida en TV Asahi del 27 de febrero de 1988 al 18 de febrero de 1989, constando de 49 episodios. Fue el primer Super Sentai en el que se introdujo mechas con formas de animales, y también el que introdujo una combinación de super-robot, es decir, dos grandes robots que se combinan en uno. Asimismo, es el único que comenzó el equipo con tres integrantes y posteriormente se les une dos más, completándose así al típico número de cinco integrantes. También fue la última temporada en ser producida durante la Era Showa y la primera producción de la franquicia en emitirse durante el primer año de la Era Heisei.

## Argumento
La Isla Academia es una escuela de élite a la que asisten varios estudiantes genios de todo el mundo. Entre ellos están Yusuke Amamiya, Jō Ohara y Megumi Misaki, quienes junto a Takuji Yano y Mari Aikawa buscan crear un traje lo suficientemente fuerte como para servir para la exploración espacial. Sin embargo, tres compañeros de clase y buenos amigos hasta entonces, Kenji Tsukigata, Rui Senda y Gō Omura, pensaron que sus talentos se estaban desperdiciando y decidieron marcharse para unirse a una organización maligna llamada Volt liderada por el Gran Profesor Bias, antiguo doctor en Ciencias y Biología que les ofreció maximizar todo su potencial científico mediante una prueba en línea por computadora. Así, cuando Yusuke y sus amigos les vieron marcharse durante la prueba definitiva de los trajes, Kenji disparó contra ellos, y mató a Takuji y Mari, al no estar los trajes todavía preparados para resistir un ataque así. Luego de que se marcharan, uno de los profesores de la escuela, el profesor Hoshi, comenzó a ayudar a Yusuke y sus amigos a completar los trajes preparándose para enfrentar a Volt.
En 1988, en el presente, Kenji, Rui y Gō se han convertido en los Doctores Kemp, Mazenda y Obler, y Volt comienza su ataque a la Tierra devastando la Isla Academia. Así, Yusuke, Jō y Megumi se ponen los trajes que crearon y han tenido tiempo de perfeccionar, convirtiéndose en Liveman para luchar contra sus antiguos amigos y Volt. Aunque con el tiempo logran que Gō abandone Volt y vuelva al lado del bien, la organización recluta como nuevos miembros al Doctor Ashura y a los alienígenas Guildos y Butchy, pero poco después, a los Liveman se les unen Tetsuya y Jun'ichi, los hermanos menores de Takuji y Mari respectivamente, a la vez que descubren que existe un plan secreto detrás de Volt mucho más oscuro y que sólo su líder el profesor Bias conoce.

## Personajes

### Liveman
- Yusuke Amamiya (天宮 勇介 Amamiya Yūsuke?)/Red Falcon (レッドファルコン Reddo Farukon?):[notas 2] Era un estudiante mediocre en la Academia, pero es un líder fuerte y tiene rapidez mental bajo presión. Es un trabajador duro y valiente, le gusta la música rock y el gimnasio. Al principio comenzó como un rebelde sarcástico y cabeza hueca, pero evolucionó hacia un líder confiable conforme avanzó la trama. Estuvo en el pasado enamorado de Rui Senda, pero ella nunca le correspondió. Fue muy buen amigo de Kenji en el primer año de la Academia, hasta que se distanciaron una vez que Kenji se desvió por el mal camino.
- Jō Ohara (大原 丈 Ōhara Jō?)/Yellow Lion (イエローライオン Ierō Raion?):[notas 3] Era el estudiante más mediocre de la clase en la Academia, y un deportista y skater. Tiene mal genio y siempre está listo para enfrentarse al peligro, aunque tiene la fuerza para controlar su actitud. Fue muy buen amigo de Gō y su corazón se rompió cuando su amistad se esfumó en el momento que su débil voluntad cayó en las malas influencias.
- Megumi Misaki (岬 めぐみ Misaki Megumi?)/Blue Dolphin (ブルードルフィン Burū Dorufin?):[notas 4] Una de las mejores estudiantes de la Academia, amiga de Yusuke y Jō, participó junto a ambos en el desarrollo de los trajes, así como con Takuji y Mari. Es buena en natación y bicicleta, y su padre le enseñó tiro con arco. Suele criticar las estrategias de Yusuke. Es una figura maternal, sentimiento que extiende incluso hacia sus enemigos. Tiene muchas habilidades y puede disparar flechas con el Dolphin Arrow incluso conduciendo la moto Dolphin.
- Tetsuya Yano (矢野 鉄也 Yano Tetsuya?)/Black Bison (ブラックバイソン Burakku Baison?):[notas 5] El hermano pequeño de Takuji y hermano mayor de Takeshi. Es un buen boxeador. Suele ser una persona de buen corazón, pero tiene mal genio y odio alimentados por su deseo de venganza contra Kemp por el asesinato de su hermano.
- Jun'ichi Aikawa (相川 純一 Aikawa Jun'ichi?)/Green Sai (グリーンサイ Gurīn Sai?):[notas 6] Es el hermano de Mari y jugador de rugby. Llama a Tetsuya "Tetsu-chan", considerándolo un hermano mayor. Es el más joven del equipo, y ha dejado temporalmente el instituto para luchar contra Volt.

### Aliados
- Doctor Hoshi (星博士 Hoshi-hakase?): Es el director de la Academia. Fabricó el Gran Tortoise y le dio a los mechas de los Liveman la habilidad de combinarse. Murió mientras ayudaba a una mujer embarazada a escapar del ataque contra la Isla Academia.
- Colon (コロン Koron?): Una robot femenina que construyó el Doctor Hoshi y que puso a cargo del Gran Tortoise para ayudar al equipo. Suele servir de apoyo a Liveman, a pie, en coche, bicicleta y la Machine Buffalo, especialmente antes de que llegaran Black Bison y Green Sai. Desde que apareció Ashura, Colon quiso ser de más ayuda a los Liveman, y conoció a Tanaka, un Dummyman defectuoso que se enamoró de ella antes de sacrificarse por ella para salvarla de un monstruo. Después ella se enamoró de Yusuke, que siempre la trataba fríamente hasta que ella le salvó la vida al recibir un golpe de espada destinado a él. Puede nadar o moverse bajo el agua, y al hablar suele repetir la palabra "colon".
- Takuji Yano (矢野 卓二 Yano Takuji?): Un estudiante de la Academia que trabajaba en los trajes especiales para viajes espaciales junto a Yusuke, Jō, Megumi y Mari. Era el hermano mayor de Tetsuya y Takeshi. Su traje prototipo mostraba una golondrina. Era el mejor amigo de Yusuke, y murió protegiendo a sus amigos de los disparos de Kenji. Había prometido a su hermano pequeño Takeshi construir un coche de ensueño con él, pero su muerte frustró esta promesa hasta que Takeshi se lo pidió a Yusuke y él accedió, creando así el Live Cougar.
- Mari Aikawa (相川 麻理 Aikawa Mari?): Una estudiante de la Academia que trabajó en los trajes especiales para viajes espaciales con Yusuke, Jō, Megumi y Takuji. Era la hermana mayor de Jun'ichi, y su traje prototipo mostraba un perro. También estaba trabajando en los planos del Bison Liner y el Sai Fire antes de morir.
- Doctora Dorothee (ドロテ博士 Dorote-hakase?): La benefactora de Tetsuya y Junichi, y líder del grupo de la Academia que construyó el Bison Liner y el Sai Fire. Llegó para ayudar a los Liveman proporcionándoles un nuevo núcleo de energía para el Bison Liner.
- Takeshi Yano (矢野 武志 Yano Takeshi?): El hermano pequeño de Takuji y Tetsuya. Conoció a Yusuke y los otros antes de que Volt matara a Takuji. Ayudó a Yusuke a completar el Live Cougar, que Yusuke había empezado a construir con Takuji. Es mucho más pequeño que sus otros dos hermanos, y apenas hay referencias de su relación con Tetsuya.
- Yōichirō Misaki (岬 与一郎 Misaki Yōichirō?): El padre de Megumi. Es maestro en un estilo de arco conocido como estilo de Cruz Higo (肥後バッテン流 Higo Batten Ryū?). Va a Tokio a visitar a su hija con intención de comprometerla con un candidato a marido. Aunque su capacidad en arco se ha deteriorado por su edad, puede ver a través de los disfraces de Volt cuando un grupo de Dummymen fingieron ser rehenes. Se muestra orgulloso de su hija al verla usar el Dolphin Arrow.

### Arsenal
- Twin Brace (ツインブレス Tsuin Buresu?): El dispositivo de transformación de Liveman. Cuando se transforman individualmente, gritan su nombre, mientras que en conjunto gritan "¡Liveman!".
- Live Blaster (ライブラスター Raiburasutā?):[notas 7] El arma estándar del equipo. Se puede usar como pistola y separarla en una espada y un escudo. Puede extraerse del Twin Brace sin necesidad de transformarse.
- Falcon Sword (ファルコンソード Farukon Sōdo?):[notas 8] El arma personal de Red Falcon, una espada que luego fue reemplazada por el Falcon Saber (ファルコンセイバー Farukon Seibā?).
- Lion Punch (ライオンパンチ Raion Panchi?): El arma personal de Yellow Lion, un guantelete que luego fue reemplazado por el Lion Bazooka (ライオンバズーカ Raion Bazūka?).[notas 9]
- Dolphin Arrow (ドルフィンアロー Dorufin Arō?):[notas 10] El arma personal de Blue Dolphin, un arco que dispara flechas láser.
- Bison Rod (バイソンロッド Baison Roddo?): El arma personal de Black Bison, una vara.
- Sai Cutters (サイカッター Sai Kattā?, Rhino Cutters): El arma personal de Green Sai, un par de bumeranes.
- Biomotion Buster (バイモーションバスター Baimōshon Basutā?):[notas 11] El cañón definitivo que se usó a lo largo de toda la serie, al principio lo invocaban los tres miembros y después los cinco miembros de Liveman.
- Triple Bazooka (トリプルバズーカ Toripuru Bazūka?): Es un arma que se forma a partir del Falcon Saber, Dolphin Arrow y Lion Bazooka, y que parece ser más rápido que el Biomotion Buster.
- Moto Machines (モトマシン Motomashin?): Son las motocicletas individuales del trío original.
  - Moto Falcon (モトファルコン Motofarukon?): La Moto Machine de Red Falcon.
  - Moto Lion (モトライオン Motoraion?): La Moto Machine de Yellow Lion.
  - Moto Dolphin (モトドルフィン Motodorufin?): La Moto Machine de Blue Dolphin.
- Live Cougar (ライブクーガー Raibu Kūgā?):[notas 12] Un vehículo de cuatro ruedas para todo el equipo. También lo usan Colon, Black Bison y Green Sai.

### Mechas
- Live Robo (ライブロボ Raibu Robo?): El robot principal del equipo Liveman, que se forma con el comando "¡Combinación! ¡Live Dimension!" (合体! ライブディメンション! Gattai! Raibu Dimenshon!?)[notas 13] Si fuera necesario, se puede enviar el robot ya formado. 
  - Jet Falcon (ジェットファルコン Jetto Farukon?): El mecha personal de Red Falcon, que forma la cabeza, espalda, cintura y muslos de Live Robo, así como el Live Shield. Se guarda en el compartimento superior de la Machine Buffalo. Tiene patas para cuando necesite aterrizar.
  - Land Lion (ランドライオン Rando Raion?): El mecha personal de Yellow Lion, forma el torso y brazos de Live Robo, así como los Double Cannons. Se guarda en el compartimento inferior de la Machine Buffalo, detrás del Aqua Dolphin.
  - Aqua Dolphin (アクアドルフィン Akua Dorufin?): El mecha personal de Blue Dolphin. Forma las piernas de Live Robo. Se guarda en el compartimento inferior de la Machine Buffalo, frente al Land Lion. Tiene ruedas para viajar por tierra y puede disparar los Dolphin Missiles.
- Live Boxer (ライブボクサー Raibu Bokusā?):[notas 14] El segundo robot de Liveman, que se forma con el comando "¡Combinación! ¡Boxer Dimension!" (合体! ボクサーディメンション! Gattai! Bokusā Dimenshon!?). Su ataque especial es el Piston Punch (ピストンパンチ Pisuton Panchi?), y su ataque definitivo para destruir a los monstruos es el Miracle Big Blow (ミラクルビッグブロー Mirakuru Biggu Burō?).
  - Bison Liner (バイソンライナー Baison Rainā?): El mecha personal de Black Bison, que dispara el Bison Beam por sus cuernos. A veces lo co-pilotan Red Falcon y Yellow Lion. Forma la cabeza, torso, brazos y pie izquierdo del Live Boxer, y el hombro derecho, casco, la coraza de la cintura, y los pies del Super Live Robo.
  - Sai Fire (サイファイヤー Sai Faiyā?): El mecha personal de Green Sai, a veces acompañado de Blue Dolphin. Forma las piernas y el pie derecho del Live Boxer, y los antebrazos y hombro derecho del Super Live Robo.
- Super Live Robo (スーパーライブロボ Sūpā Raibu Robo?): Es la combinación del Live Robo y el Live Boxer en un único poderoso robot, con el comando "¡Combinación! Super Live Dimension!" (合体! スーパーライブディメンション! Gattai! Sūpā Raibu Dimenshon!?).
- Machine Buffalo (マシンバッファロー Mashin Baffaroo?):[notas 15] Una fortaleza voladora que lleva los mechas que componen a Live Robo y Live Boxer. Despega desde la torre que surge de la base submarina, la Gran Tortoise (グラントータス Gurantootasu?).[notas 16]

### Ejército Armado de Inteligencia Volt
Creyendo que casi toda la humanidad es inferior, el Ejército Armado de Inteligencia Volt (武装頭脳軍ボルト Busō Zunō Gun Boruto?) está establecido en la estación espacial orbital Zuno Base (ヅノーベース Zunōbēsu?), donde sus oficiales usan una lanzadera triangular para ir y volver a la Tierra. Aunque parece que la meta de Volt es crear un mundo ideal para los genios superiores y exterminar a aquellos con "mentes inferiores", guarda un secreto oculto que sólo Bias conoce.
- Gran Profesor Bias (大教授ビアス Daikyōju Biasu?): Un supergenio científico cuya apariencia oculta su verdadera edad. Tiene conocimientos en todas las materias, y sus oficiales le tratan como a un dios. Su inteligencia le impide castigar por la fuerza los fallos de estos, ya que piensa que deben reconocer y aprender de sus errores.
- Doctor Kemp (ドクター・ケンプ Dokutā Kenpu?): Antiguamente era conocido como Kenji Tsukigata (月形 剣史 Tsukigata Kenji?), el antiguo amigo de Yusuke en la Academia, cuyo sueño era desarrollar tecnología biológica para hacer a la humanidad inmune a las enfermedades. Sin embargo, Kenji se volvió egoísta y ávido de poder después de pasar el test que Bias le envió, y mató a Takuji y Mari mientras se marchaba para unirse a Volt. Se convirtió en el discípulo predilecto de Bias, y tiene una fe inquebrantable en el profesor. El exceso de confianza y vanidad de Kemp se reflejan en su forma monstruosa de Beauty Beast Kemp (美獣ケンプ Bijū Kenpu?), que puede ejecutar movimientos como el Beautiful Eye y Beautiful Rainbow. En forma humana, usa el Slit Cutter como arma.
- Doctora Mazenda (ドクター・マゼンダ Dokutā Mazenda?): Antiguamente era conocida como Rui Senda (仙田 ルイ Senda Rui?), una mujer arrogante, rival de Megumi en la Academia, que rompió el corazón de Yusuke. Rui se convirtió en una cyborg para reflejar su frialdad y su deseo de preservar su belleza, incluyendo armas en su cuerpo robótico como pistolas en sus brazos, codos y dedos. Sin embargo, el subconsciente de Mazenda expresa su arrepentimiento de eliminar su amor y amabilidad, lo que se manifiesta en su estilo de ataque.
- Doctor Oblar (ドクター・オブラー Dokutā Oburā?): Antiguamente era conocido como Gō Omura (尾村 豪 Omura Gō?), y era amigo de Jō en la Academia. Fue un niño prodigio, obligado a estudiar por su madre Masako y que no tuvo tiempo de jugar con otros niños. Deseando cumplir las expectaciones de otros, Bias admitió a Gō por lástima, pero Gō descubrió accidentalmente el secreto de Bias. Usando los medios de investigación de Volt y movido por su complejo de inferioridad, Oblar se convirtió en una criatura monstruosa completamente inhumana. En este estado, puede usar un hacha como arma. Durante el fallido experimento Benyo Zuno, Oblar regresó a su forma de Gō, y aunque Guildos le regresó a la forma monstruosa, Oblar le expulsó de Volt por su debilidad cuando volvió a convertirse en humano. Robando la espada de Guildos, Gō regresó a la Tierra y se refugió en la casa de su madre para perfeccionar su forma Oblar, destruir a los Liveman y recuperar la confianza de Bias. Sin embargo, le capturaron sus excompañeros de Volt y le usaron para la creación de Oblar Zuno, un clon de su forma monstruosa. Cuando el clon intenta matar a su madre, Oblar se lleva el golpe que iba a asestarle a ella, y vuelve a la forma de Gō, cayendo en un estado semi-catatónico prácticamente comatoso. Tras meses de recuperación, Gō recordó todo, y como Bias sabía que Gō conocía su secreto, envió a todas sus fuerzas para encontrarle y matarle, pero Jō le salva. Aunque Gō está lleno de culpa y remordimiento, les revela el secreto antes de desaparecer para esconderse otra vez.
- Doctor Ashura (ドクター・アシュラ Dokutā Ashura?): Antiguamente era conocido como Arashi Busujima (毒島 嵐 Busujima Arashi?), el líder de una banda de delincuentes con un bajo nivel de inteligencia y que tiene un gran resentimiento contra la Academia y cualquiera que sea más listo que él. Cuando uno de sus secuaces es convertido en hombre mono por Hihi Zuno, Arashi persigue y captura a la Bestia Zuno y la usa para cometer crímenes antes de que Arashi empiece a luchar contra él, con la interferencia de Oblar. Impresionado con Arashi, Bias mejora su inteligencia hasta el punto de que logra construir una cámara que modifica su cuerpo en su forma actual. Aparte de su nueva inteligencia y de su fuerza bruta, Ashura usa los ataques "Demon Kick", "Break Ashura", "Ashura Reverse Attack", y "Cut Ashura". Después de perder en la batalla inicial contra Liveman, Ahura se remodificó para poder ejecutar el "Cyber Bunshin" y generar así a los Shurer Three (シュラー三人衆 Shurā Sanjinshu?), tres clones suyos con los que ejecuta el "Blood Shed Attack". La debilidad de Ashura son el dinero y las mujeres, y suele ponerse del lado de Mazenda en varias ocasiones.
- Guardnoid Gash (ガードノイド・ガッシュ Gādonoido Gasshu?):[notas 18] El robot guardaespaldas de Bias, es una máquina implacable que usa sus conocimientos en armas de fuego y su Video Eye para localizar objetivos. También es el único que conoce las verdaderas intenciones de Bias. Aunque normalmente se limita a crear las Zuno Beasts que diseñan los oficiales de Volt, y hacerlas crecer con su bazooka Giga Phantom,[notas 19] Gash también es enviado ocasionalmente a misiones en las cuales muestra una fuerza y resistencia muy superiores a los miembros de Liveman mostrándose potencialmente invencible ante ellos.
- Guildian Guildos (ギルド星人ギルドス Girudo Seijin Girudosu?): Un alienígena del planeta Guildo, muy orgulloso de su raza que llega a creerse incluso superior a Bias al considerarle después de todo un humano. Sin embargo, hay algo que Bias no le ha dicho sobre él que se acaba revelando a lo largo de la batalla: es un robot creado por el mismo Bias para potenciar la capacidad de mejoría de los genios terrícolas.
- Chibuchian Butchy (チブチ星人ブッチー Chibuchi Seijin Butchī?): Un alienígena del planeta Chibuchi. Le gusta usar patines y la música, afirmando ser un experto en karaoke. Sus ataques incluyen expandir el tamaño de sus manos para ejecutar su movimiento Butchy Punch. Acabará descubriendo que comparte con Guildos el mismo secreto, para su vergüenza.
- Jimmers (ジンマー Jinmā?): Son los soldados de campo de Volt, unos androides de piel verde con cortes de pelo mohawk. Son muy difíciles de derrotar, ya que su cabeza y miembros operan independientemente al ser desmembrados. Más tarde, Mazenda desarrolla una variante conocida como los Dummymen (ダミーマン Damīman?), que pueden asumir formas humanas.

### Otros
- Dinosaurio Gon (恐竜ゴン Kyōryū Gon?): El Doctor Oblar lo trajo al presente y lo convirtió en una bestia cerebro. Se hizo amigo de un niño llamado Kenichii.
- Giga Volt (ギガボルト Gigaboruto?): Un robot gigante creado por el Profesor Bias en su Proyecto Giga, usando el Giga Metal que creó el Doctor Kemp y siendo alimentado con la Giga Energy obtenida del calor geotérmico.

## Episodios
La emisión del episodio 44 se retrasó hasta el 14 de enero de 1989 por la muerte del Emperador Shōwa el 7 de enero de 1989.
1. ¡Amigos! ¿¡Por qué lo han hecho!? (友よ君達はなぜ!? Tomo yo Kimitachi wa Naze!??)
2. Tres poderes juramentados con la vida (命に誓う三つの力 Inochi ni Chikau Mittsu no Chikara?)
3. La transformación diabólica de Oblar (オブラー悪魔変身 Oburā Akuma Henshin?)
4. ¡Expuestos! Los Dummyman (暴け!ダミーマン Abake! Damīman?)
5. El implacable monstruo motorizado (暴走エンジン怪獣 Bōsō Enjin Kaijū?)
6. ¡Ataque! El dinosaurio viviente (襲来!生きた恐竜 Shūrai! Ikita Kyōryū?)
7. El dinosaurio contra Live Robo (恐竜VSライブロボ Kyōryū VS Raibu Robo?)
8. ¡El duelo del amor y la furia! (愛と怒りの決闘! Ai to Ikari no Kettō!?)
9. ¡Huele la rosa febril! (バラよ熱く香れ! Bara yo Atsuku Kaore!?)
10. Monta en patín para escapar del laberinto (スケボー迷路破り Sukebō Meiro Yaburi?)
11. El hombre que derrotó a una Zuno Beast (頭脳獣を噛んだ男 Zunōjū o Kanda Otoko?)
12. ¡El super-genio Ashura! (超天才アシュラ! Chō Tensai Ashura!?)
13. El acero ardiente, Colon (燃えよ鋼鉄コロン Moeyo Kōtetsu Koron?)
14. Los gritos de Yuusuke, el hombre de hojalata (ナベ男勇介の叫び Nabe Otoko Yūsuke no Sakebi?)
15. ¡Mortal! Gash, la Muerte (必殺!死神ガッシュ Hissatsu! Shinigami Gasshu?)
16. La carta del zombi chino (キョンシーの手紙 Kyonshī no Tegami?)
17. ¡La muñeca que llora! ¡La muñeca que ataca! (泣く人形!襲う人形! Naku Ningyō! Osō Ningyō!?)
18. ¡La trampa! La querida Zuno Beast de Jō (罠!丈の愛した頭脳獣 Wana! Jō no Ai Shita Zunōjū?)
19. Oblar, el niño esclavizado (ガリ勉坊やオブラー Gariben Bōya Oburā?)
20. ¡La venganza fallida de Oblar! (落第オブラーの逆襲! Rakudai Oburā no Gyakushū!?)
21. ¡¡Escucha, Gō!! La voz de mamá… (豪よ聞け!母の声を… Gō yo Kike! Haha no Koe o...?)
22. Llega el maestro del karaoke espacial (宇宙カラオケ名人登場 Uchū Karaoke Meijin Tōjō?)
23. Los 0,1 segundos que ponen en riesgo la vida (コンマ1秒に賭けた命 Konma Ichibyō ni Kaketa Inochi?)
24. ¿¡Consigues 100 puntos jugando!? (遊んで百点が取れる!? Asonde Hyakuten ga Toreru!??)
25. ¡Las 8 Zuno Beasts del Castillo Tsuruga! (鶴ケ城の8大頭脳獣! Tsurugajō no Hachidai Zunōjū!?)
26. ¡El escarabajo cornudo gigante de Aizu! (会津の巨大カブト虫! Aizu no Kyodai Kabutomushi!?)
27. ¡Hija! Se lanza el Proyecto Giga (娘よ!ギガ計画を射て Musume yo! Giga Keikaku o Ite?)
28. El desafío del gigantesco Giga de Volt (巨大ギガボルトの挑戦 Kyodai Gigaboruto no Chōsen?)
29. El vengador Live Boxer (復讐のライブボクサー Fukushū no Raibu Bokusā?)
30. 5 guerreros, aquí y ahora (今ここに5人の戦士が Ima Koko ni Gonin no Senshi ga?)
31. ¡Mamá! El llanto del monstruo parásito (ママ!寄生怪物の叫び Mama! Kisei Kaibutsu no Sakebi?)
32. Kemp, el acertijo de sangre y rosas (ケンプ、血とバラの謎 Kenpu, Chi to Bara no Nazo?)
33. Haz lo que puedas, Tetchan Robo (がんばれ鉄ちゃんロボ Ganbare Tetchan Robo?)
34. ¡El amor que corre a través del futuro y el presente! (未来と今を駆ける恋! Mirai to Ima o Kakeru Koi!?)
35. ¡¡La promesa de Yuusuke y Kemp!! (勇介とケンプの約束!! Yūsuke to Kenpu no Yakusoku!!?)
36. ¡Choque! El placaje de la amistad (激突!友情のタックル Gekitotsu! Yūjō no Takkuru?)
37. ¡La transformación del Kemp de 16 años en la Fear Beast! (16才ケンプ恐獣変身! Jūrokusai Kenpu Kyōjū Henshin!?)
38. Mazenda, el arma viviente de destrucción (動く破壊兵器マゼンダ Ugoku Hakai Heiki Mazenda?)
39. ¡Protégela! La semilla de vida del espacio (守れ!宇宙の一粒の命 Mamore! Uchū no Hitotsubu no Inochi?)
40. ¿¡Amor!? Megumi y el ladrón de joyas (恋!?めぐみと宝石泥棒 Koi!? Megumi to Hōseki Dorobō?)
41. ¡¡El hombre invisible, la confesión de Gō!! (透明人間、豪の告白!! Tōmei Ningen, Gō no Kokuhaku!!?)
42. El desafío de Bias desde el espacio (ビアス宇宙からの挑戦 Biasu Uchū Kara no Chōsen?)
43. ¿¡Un misterio!? La forma final de Guildos (怪!?ギルドス最後の姿 Kai!? Girudosu Saigo no Sugata?)
44. ¡¡El alboroto lleno de lágrimas de Butchy!! (ブッチー涙の大暴走!! Butchī Namida no Dai Bōsō!!?)
45. La única oportunidad de cambiar el juego de Ashura (アシュラ逆転一発勝負 Ashura Gyakuten Ippatsu Shōbu?)
46. ¡Hombre de honor, Arashi! La batalla final (オトコ嵐!最後の戦い Otoko Arashi! Saigo no Tatakai?)
47. ¡Un cerebro de 1000 puntos! ¡¡Mazenda!! (千点頭脳!マゼンダ!! Senten Zunō! Mazenda!!?)
48. ¡¡Nacimiento!! ¡Bias, el rey infante! (誕生!!少年王ビアス! Tanjō!! Shōnen Ō Biasu!?)
49. La caída del Gran Profesor Bias (大教授ビアスの崩壊 Daikyōju Biasu no Hōkai?)

## Emisiones internacionales

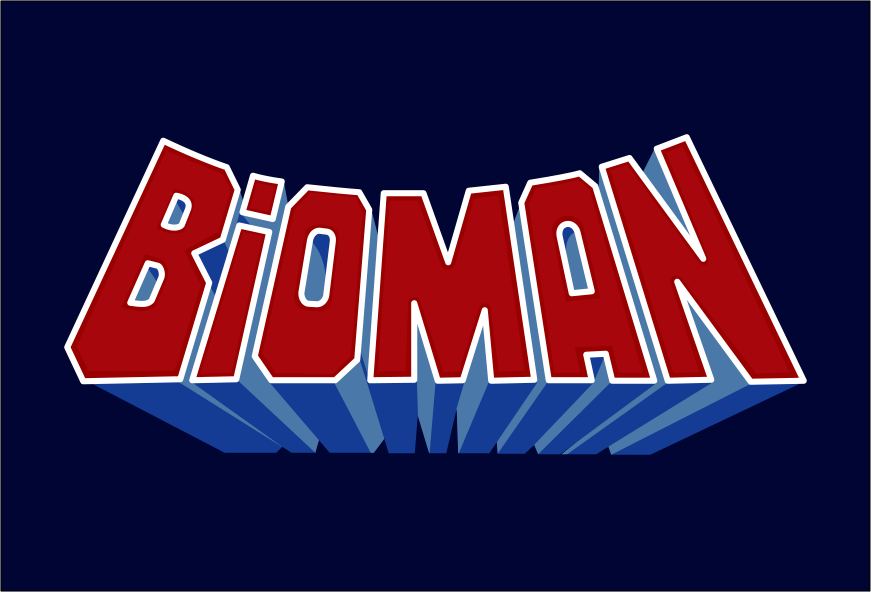
Logotipo de la serie usado en España.

Su título de distribución internacional fue simplemente Liveman.
- Francia: Se emitió como Bioman 3, publicitado como secuela directa de Chōdenshi Bioman y Bioman 2 (Hikari Sentai Maskman).
- España: Fue el primer Super Sentai emitido con el título Bioman, al ser traducido a partir de la versión francesa Bioman 3 y retirarse el ordinal al no emitirse ninguno de los dos sentais anteriores; solo se emitieron los 26 primeros episodios, con lo cual nunca se llegó a ver al equipo completo, únicamente los tres primeros protagonistas. El tema de apertura utilizado fue una versión en español del segundo tema de apertura francés de Chōdenshi Bioman.
- Hispanoamérica: Fue emitida por Panamericana Televisión bajo el título La Súper Fuerza Liveman en Perú, ATB y Red Uno en Bolivia y en Ecuavisa en Ecuador, luego de ser doblada en Venezuela, donde curiosamente no se transmitió. Junto con Flashman, son las únicas temporadas del Super Sentai que fueron dobladas al español y transmitidas en la región.

## Reparto
- Yusuke Amamiya: Daisuke Shima
- Jō Ohara: Kazuhiko Nishimura
- Megumi Misaki: Megumi Mori
- Tetsuya Yano: Seiro Yamaguchi
- Jun'ichi Aikawa: Jin Kawamoto
- Doctor Hoshi: Daisuke Ban
- Colon: Makoto Kōsaka
- Takuji Yano: Hiromichi Hori
- Mari Aikawa: Hiroe Hayashi
- Doctora Dorothee: Dorothée
- Takeshi Yano: Hirofumi Taga
- Yōichirō Misaki: Junshi Shimada
- Gran Profesor Bias: Jōji Nakata
- Doctor Kemp: Yutaka Hirose
- Doctora Mazenda: Akiko Amamatsuri
- Doctor Oblar: Toru Sakai
- Doctor Ashura: Yoshinori Okamoto
- Guardnoid Gash: Hideaki Kusaka
- Guildian Guildos: Moichi Saito
- Chibuchian Butchy: Takuzō Kamiyama
- Narrador: Takeshi Kuwabara

## Temas musicales

### Tema de apertura
- Chōjū Sentai Liveman (超獣戦隊ライブマン Chōjū Sentai Raibuman?)
  - Letra: Akira Ohtsu
  - Música: Yasuo Kosugi
  - Arreglos: Daido Fujita
  - Intérprete: Daisuke Shima

### Tema de cierre
- Ashita ni Ikiru ze! (あしたに生きるぜ!?  ¡Vive para el mañana!)
  - Letra: Akira Ohtsu
  - Música: Yasuo Kosugi
  - Arreglos: Daido Fujita
  - Intérprete: Daisuke Shima